# Lachnellula occidentalis

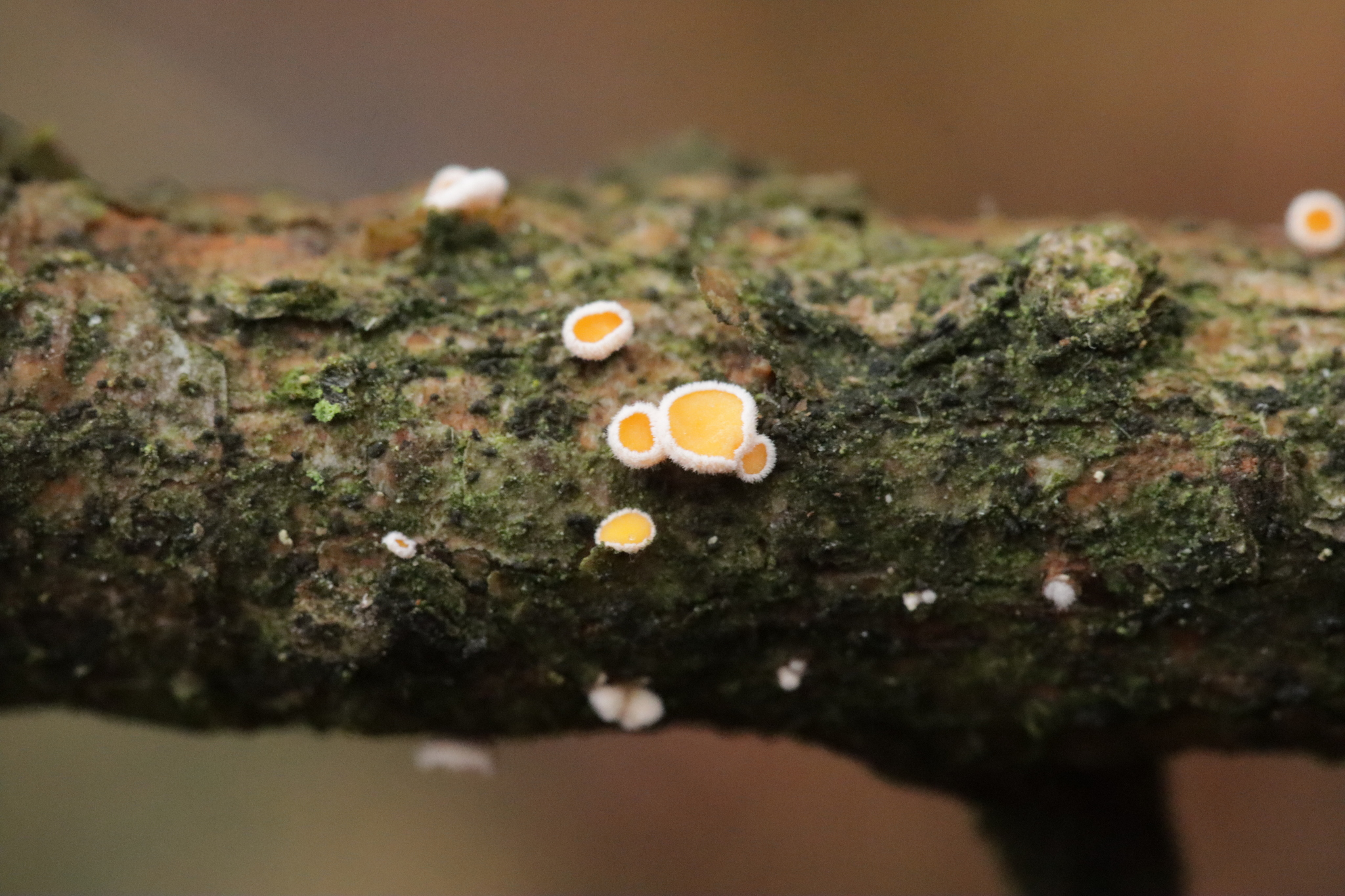

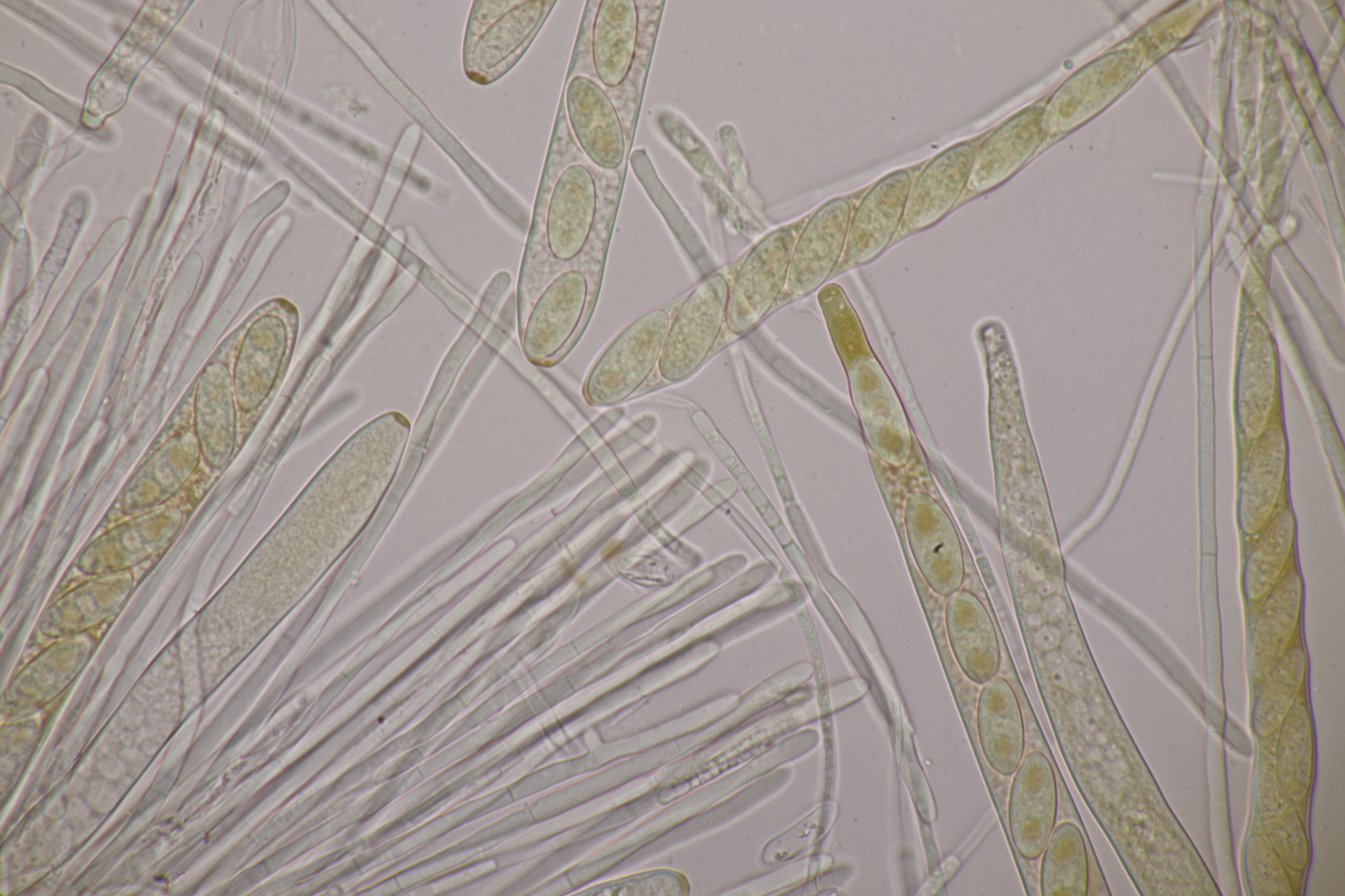
Worki z zarodnikami i parafizy

Lachnellula occidentalis (G.G. Hahn & Ayers) Dharne – gatunek grzybów z klasy patyczniaków (Helotiales).

## Systematyka i nazewnictwo
Pozycja w klasyfikacji według Index Fungorum: Lachnellula, Lachnaceae, Helotiales, Leotiomycetidae, Leotiomycetes, Pezizomycotina, Ascomycota, Fungi.
Po raz pierwszy takson ten opisali w 1934 r. Glen Gardner Hahn i Theodore Thomas Ayers nadając mu nazwę Dasyscyphus occidentalis. Obecną nazwę nadał mu w 1965 r. C.G Dharne.
Ma 7 synonimów. Niektóre z nich:
- Lachnellula hahniana (Seaver) Dennis 1962
- Trichoscyphella hahniana (Seaver) Manners 1953[2].

## Morfologia
Teleomorfa
Na podłożu tworzy pojedynczo lub w grupach, półsiedzące apotecja na krótkich trzonkach. Młode apotecja są kuliste i rozszerzają się podczas wilgotnej pogody, tworzące miseczkowaty owocnik pokryty włoskami. Tarczka owocnika o barwie od ochrowej do intensywnie pomarańczowej.
Zewnętrzna warstwa ekscypulum typu „textura globulosa”, utworzona z pseudoparenchymatycznych, wielokątnych strzępek. Strzępki trzonka typu „textura intricata”, luźno splecione, cienkościenne. Hymenium pomarańczowe do pomarańczowożółtego, składające się z worków i parafiz. Worki 120–150 × 10–12 µm, maczugowate, czasem lekko napęczniałe, z ośmioma askosporami. Otwory worka amyloidalne. Askospory ułożone w workach skośnie jednoszeregowo, szeroko elipsoidalne, 15–23 × 5–7 µm. Parafizy nitkowate, z napęczniałymi wierzchołkami, przewyższające worki. Wraz z nimi występują proste lub różnie rozgałęzione włókna. Włókna te są częste w niektórych materiałach, ale w niektórych są raczej rzadkie i łatwo je przeoczyć.
Anamorfa
Na 2% agarze z ekstraktem słodowym grzyb tworzy białą, watowatą grzybnię. Anamorfa na ekstrakcie słodowym tworzy się rzadko, po długim czasie. Ma postać żółtej grzybni z labiryntowatymi wnękami, w których na pionowo rozgałęzionych konidioforach o długości 15–28 µm powstają dwa rodzaje mikrokonidiów: elipsoidalne o rozmiarach 2–3 × 1,8 µm i bardziej podłużne o rozmiarach 4 × 1,2 µm.

## Występowanie i siedlisko
Podano występowanie Lachnellula occidentalis w Ameryce Północnej, Europie, Azji i na Nowej Zelandii. W Polsce M.A Chmiel w 2006 r. przytoczyła 3 stanowiska, w następnych latach podano dalsze. Najbardziej aktualne stanowiska podaje internetowy atlas grzybów. Znajduje się w nim na liście gatunków zagrożonych i wartych objęcia ochroną.
Nadrzewny grzyb saprotroficzny występujący na martwych gałęziach modrzewia.